# Dubatak Records
Dubatak Records é uma gravadora brasileira fundada em 2007 em São Paulo e desde 2010 lança novos artistas musicais independentes ligados principalmente às vertentes da música jamaicana, como Dub, Reggae, Hip hop e Dancehall.
O selo foi criado em 2007 pelo produtor musical Jeff Boto e também possui os produtores Gabriel Pereira e Caio Nefussi em sua gestão atual, bem como lançando títulos próprios, auxiliando artistas do mesmo segmento musical na produção musical e executiva e no lançamento e gestão plataformas digitais para venda e transmissão. Em parceria com o rótulo, artistas nacionais como o Pentágono, Monkey Jhayam, Jimmy Luv, Msario, I-Kushna, tiveram suas músicas lançadas nas plataformas digitais pelo selo que hoje tem como missão reunir esses artistas, gerando maior visibilidade para todos Este movimento musical que celebra a música jamaicana e suas influências.